# Горчанюк Євген Валерійович
Євген Валерійович Горчанюк, або Женя Горчанюк (грец. Ζένια Γκόρτσανιουκ, англ. Zenia Gorchaniuk, нар. 11 жовтня 1987, Харків) — грецький волейболіст українського походження, догравальник, гравець грецького клубу «Гефестус Флорінас» (Флоріна) та в минулому — збірної Греції.

## Життєпис
Народжений 11 жовтня 1987 року в Харкові в сім’ї волейболістів. Батько — Валерій Горчанюк — колишній гравець збірної Радянського Союзу; він, а також дядько Юрій і сестра Євгена — Олена — грали у Греції.
Вихованець школи харківського «Локомотива».
Грав у грецьких клубах «Епікурос Поліхніс» (або «Пігасос Поліхніс», Салоніки, 2004—2005) і «Арістотеліс Скидрас» (Скидра, 2005—2006), «Іракліс» (Салоніки, 2001—2004, 2006—2011, 2022—2023; у сезоні 2008—2009 тренером був Флавіо Ґулінеллі), «Фойнікас Сірос ONEX» (Сірос, 2011—2012), «Аріс» (Салоніки, 2014), МЕНТ (2015), «Іракліс Халкідас» (2015—2016), «Нікі Егініу» (2017), ПАОК (2018—2019, Салоніки), Елпіс Ампелокіпон, казахстанському «Алмати» (2012-2013), російському «Кристал» (Воронеж, 2013—2014), катарському «Аль-Садді» (2015), турецькому «Токат Беледіє Плевнеспор» (Токат, 2016—2017), польському «Лучничка» (Бидгощ, 2017—2018), румунському «Аркада» (Галац, 2019—2020).

## Досягнення
- фіналіст Ліги чемпіонів ЄКВ 2009,
- чемпіон Греції 2002, 2007, 2008,
- чемпіон Казахстану 2013[2]